# Lupe Pintor
Guadalupe Pintor Guzmán (Cuajimalpa, México D.F., 13 de abril de 1955), más conocido como Lupe Pintor, es un ex boxeador mexicano, excampeón de peso gallo y peso supergallo. Apodado El grillo de Cuajimalpa, comenzó a boxear profesionalmente en 1974. Lupe Pintor fue doble campeón del mundo del CMB en la categoría de peso gallo desde 1979 hasta 1982 y en el peso supergallo desde 1985 hasta 1986. Estuvo involucrado en algunas de las peleas más espectaculares y controvertidas en la historia del boxeo. Se retiró del boxeo en 1995.

## Primeros años y carrera profesional
Lupe Pintor nació en una familia pobre de clase trabajadora en la Col. Jesús de Monte en Cuajimalpa, en las afueras de la Ciudad de México. Lupe Pintor tuvo una relación muy violenta con su padre quien lo obligó a huir de casa. Vivió por un tiempo en las calles de la ciudad, donde aprendió a cuidarse a sí mismo, entrenando como boxeador en un gimnasio de la Col. Tacubaya de donde comenzó a boxear profesionalmente en 1974. 
Abrió su cuenta con un nocaut en el segundo round contra Manuel Vázquez para luego aumentar su cuenta a diez victorias, una decisión sobre Francisco Núñez en su próxima salida. Sufrió su primera derrota tres peleas más tarde, cuando fue descalificado en la pelea contra Magarito Lozano, pero logró la victoria en sus próximos ocho encuentros, siete por nocaut, incluyendo victorias sobre los notables boxeadores Juan Díaz, Rocky Mijares y Willie Jespen. 
Lupe Pintor peleó por primera vez contra el futuro campeón mundial Alberto Dávila el 25 de febrero de 1976, combate que perdió por decisión en diez asaltos, luego se embarcó en una racha ganadora de veinte y dos peleas en fila. Entre los boxeadores que venció durante este período están Gerald Hayes - que más tarde derrotó a Juan Laporte - y a Antonio Becerra,- el único boxeador en derrotar a Salvador Sánchez.
En Puerto Rico perdió por decisión a diez asaltos contra Leo Cruz – un futuro campeón mundial-. De regreso a México, Pintor perdió por segunda vez consecutiva contra José Luis Soto. Tuvo otra racha de victorias, que comprendió cinco peleas en fila, todas por la vía del nocaut, que lo marcó para una nueva oportunidad para el título mundial.

## Campeón del Mundo
La pelea en 1979 contra Carlos Zárate, otro boxeador mexicano, fue pareja. Zárate fue un destacado campeón y sigue siendo calificado como uno de los mejores boxeadores de todos los tiempos, sin embargo, Pintor lo superó por decisión dividida. Después de que Pintor cayera en el cuarto asalto tras un golpe que parecía dirigido al cinturón, los jueces le dieron la victoria a Pintor por decisión dividida. La pelea sigue siendo motivo de controversia en la actualidad. Naturalmente, la relación del nuevo Campeón del Mundo con Zárate - ya tensas - sufrió otro golpe y Zárate se retiró del boxeo disgustado. 
Pintor fue un campeón ocupado y empezó su reinado participando en tres peleas fuera de título en 1979, superando a Ausencio Meléndez por un nocaut en el primer asalto, para luego vengar su derrota ante José Luis Soto, antes de perder una revancha con Manuel Vázquez por nocaut en seis asaltos. 
Luego comenzó a defender su título en 1980, conservándolo con un nocaut en doce capítulos ante Alberto Sandoval en Los Ángeles y con un empate en quince asaltos con el japonés Eijiro Murata en Tokio. 
Su siguiente pelea dio un toque de tragedia a su carrera, al defender el título contra Johnny Owen de Gales en Los Ángeles. Muchos de los aficionados presentes y los autores de The Ring, concuerdan en que la pelea debió ser detenida en el asalto diez, pero continuó hasta el cierre del duodécimo, cuando Pintor desató una salvaje mano derecha, golpeando a su oponente, quien quedó fuera de combate. Owen no pudo recuperar la conciencia, entró en coma y murió siete semanas después. 
Un triste Pintor – pero alentado por la familia de Owen - reanudó su carrera para vengar su derrota ante Alberto Dávila al retener el título por decisión unánime. Ya en 1981 retuvo el cinturón en contra de José Uziga - de nuevo por vía de la decisión - y contra Jovito Rengifo por un nocaut en ocho asaltos. Derrotó a Hurricane Teru por nocaut en la decimoquinta y última vuelta para cerrar 1981 y comenzó 1982 con la defensa de su título ante Seung-Hoon Lee.
Poco después de la pelea contra Lee, Pintor dejó vacante su título mundial y comenzó a mirar hacia la corona del CMB en Peso Supergallo que tenía Wilfredo Gómez. Luego venció al ex Campeón Mundial de Peso Gallo de la AMB Jorge Luján y a continuación, el 3 de diciembre de ese año, enfrentó a Wilfredo Gómez como parte del Carnaval de Campeones en Nueva Orleans. Transmitido por HBO, este duelo fue posteriormente llamado la pelea de la década en la división Super Gallo por la revista The Ring. Pero Pintor no pudo ganar, Gómez lo venció por nocaut en la decimocuarta vuelta y renunció a su propio título cinco meses después. 
Pintor estuvo inactivo durante 1983, a causa de un accidente automovilístico. Regresó al ring un año y medio más tarde como un auténtico Supergallo derrotando a Rubén Solorio el 16 de febrero de 1984 y se propuso conseguir el título mundial. Su perseverancia dio sus frutos cuando se enfrentó contra el Kid 'Juan' Meza, campeón Super Gallo del CMB el 18 de agosto de 1985. Pintor derribó al campeón tres veces, camino a obtener una decisión unánime y conquistó su segundo título mundial. 
En su primera defensa de esta nueva corona, no le fue bien. Viajó a Bangkok para pelear contra el tailandés Samart Payakaroon pero no dio el límite de peso de la división, perdiendo así su título antes de dar un solo golpe. Payakaroon, quien sí obtendría el título si ganaba, noqueo a Pintor en cinco asaltos, coronándose campeón mundial. El excampeón colgó sus guantes por los próximos ocho años. 
Pintor hizo una reaparición en 1994, pero tenía una edad relativamente avanzada de treinta y ocho años. Ganó sólo dos veces en siete encuentros a lo largo de los siguientes dieciocho meses. Finalmente se convenció de que era tiempo de retirarse.

## Peleas de Campeonato[1]
| Fecha                    | Contrincante      | País           | Resultado | Conclusión              | Asalto | Categoría  | Organización | Lugar            |
| 3 de junio de 1979       | Carlos Zárate     | México         | Ganó      | Decisión dividida       | 15     | Gallo      | CMB          | Las Vegas        |
| 9 de febrero de 1980     | Alberto Sandoval  | Estados Unidos | Ganó      | Noqueó                  | 12     | Gallo      | CMB          | Los Ángeles      |
| 11 de junio de 1980      | Ejiro Murata      | Japón          | Empató    |                         | 15     | Gallo      | CMB          | Tokio            |
| 19 de septiembre de 1980 | Johnny Owen       | Reino Unido    | Ganó      | Noqueó                  | 12     | Gallo      | CMB          | Los Ángeles      |
| 19 de diciembre de 1980  | Alberto Dávila    | Estados Unidos | Ganó      | Decisión                | 15     | Gallo      | CMB          | Las Vegas        |
| 22 de febrero de 1981    | José Félix Uziga  | Argentina      | Ganó      | Decisión unánime        | 15     | Gallo      | CMB          | Houston          |
| 26 de julio de 1981      | Jovito Rengifo    | Venezuela      | Ganó      | Noqueó                  | 8      | Gallo      | CMB          | Las Vegas        |
| 22 de septiembre de 1981 | Hurricane Teru    | Japón          | Ganó      | Noqueó                  | 15     | Gallo      | CMB          | Nagoya           |
| 3 de junio de 1981       | Seung-Hoon Lee    | Corea del Sur  | Ganó      | Noqueó                  | 11     | Gallo      | CMB          | Los Ángeles      |
| 3 de diciembre de 1982   | Wilfredo Gómez    | Puerto Rico    | Perdió    | Noqueado                | 14     | Supergallo | CMB          | Nueva Orleans    |
| 18 de agosto de 1985     | Juan Meza         |                | Ganó      | Decisión Unánime        | 12     | Supergallo | CMB          | Ciudad de México |
| 18 de enero de 1986      | Samart Payakaroon | Tailandia      | Perdió    | No dio el peso/noqueado | 5      | Supergallo | CMB          | Bangkok          |

## Honores
Pintor fue nombrado por la revista Ring Regreso del Año de combate para 1985. 

## Después de boxeo
A diferencia de muchos grandes campeones, Pintor ha invertido exitosamente su dinero, abrió una escuela de boxeo en la Ciudad de México. En 2002, fue invitado a Merthyr Tydfil por la familia de Johnny Owen para ayudar a develar una imagen de bronce del boxeador que conmemora su vida y carrera. 
En 2008, Pintor se reunió con Carlos Zárate y se unió a Juan Laporte, como una de las tres antiguas víctimas de Wilfredo Gómez, en una fiesta dedicada a Gómez por su quincuagésimo aniversario en Puerto Rico.
En el 2013 pone a la venta el libro que escribió llamado nocaut al olvido.
Reportaje Reporte Indigo:
https://web.archive.org/web/20150630011407/http://www.reporteindigo.com/deportes/un-campeon-de-los-de-antes